# القويعية
القويعية هي مدينة في منطقة الرياض تقع غرب مدينة الرياض ب 180 كم، على درجة العرض 05 24 ودرجة الطول 40 41. وتعد نقطة توقف رئيسة على طريق الرياض - مكة السريع، يحدها من الشمال محافظة الدوادمي ومركز مرات ومن الجنوب محافظة وادي الدواسر ومن الشرق محافظة الحريق ومحافظة المزاحمية ومحافظة الأفلاج ومن الغرب محافظة عفيف، وتبلغ مساحتها 550580 كلم2، وعـدد سكانها (28,589) نسمة حسب تعداد السعودية 2022.

## التسمية
اسم القويعية مشتق من كلمة القويع وهي قريه تقع في أعلى وادي القويع والمسمى حاليا بوادي القويعية، وفي «لسان العرب» أن القاع والقاعة والقيع: أرض[ ؟ ] واسعة سهلة مطمئنة مستوية حرة لا حزونة فيها ولا ارتفاع ولا انهباط، تتفرج عنها الجبال والآكام، ولا حصى فيها ولا حجارة، ولا تنبت الشجر، وما حواليها أرفع منها وهو ما استوى من الأرض وصلب، ولم يكن فيها نبات، والجمع أقواع وقوع وقيعان، ويصغر قويعة من أنث، ومن ذكر قال : قويع، وقال الأصمعي: يقال قاع وقيعان، هي طين حر ينبت السدر.

## نبذة تاريخية
عرفت أكبر أجزاء محافظة القويعية في الجاهلية ومدة من الإسلام بعرض شمام، وعرض السود، وسواد باهلة، وقد وصفها الأصفهاني من علماء القرن الثالث الهجري في كتاب «بلاد العرب» بقوله: "والسواد سواد باهلة، وهي جبال سود، وابنا شمام بالسواد يدفع عليهما عرض السود، وهو غير عرض اليمامة". وذكر الهمداني (المتوفي نحو سنة 334 هـ) بلاد سواد باهلة في «صفة جزيرة العرب» وكثير من المسميات التي ذكرها ما يزال يحتفظ باسمه حتى الآن مثل: ابني شمام وقد صحفت فيما بعد إلى اذني شمال - وهما جبلان مرتفعان عما حولهما - والقويع وجزالا وغيرها.